# Cuneo Calcio Femminile
L'Associazione Sportiva Dilettantistica Cuneo Calcio Femminile, o semplicemente Cuneo, è stata una società calcistica con sede a Cuneo. Ha disputato per due volte il campionato di Serie A, massima serie del campionato italiano femminile di calcio, di cui l'ultima nella stagione 2016-2017 al termine della quale ha ceduto il diritto di partecipazione al campionato alla Juventus.
La ragione sociale della società fino al 2013 era Associazione Culturale Polivalente Cuneo San Rocco Femminile, in breve Cuneo San Rocco, che doveva la sua denominazione al nome della frazione cuneese dove ha sede.
Oggi la tradizione calcistica femminile cuneese è portata avanti dalla nuova società Freedom F.C., fondata nel 2021.

## Storia
Il club venne fondato nel 1985 come Associazione Calcio Femminile Cuneo. Dopo aver disputato i campionati provinciali e regionali, nel 1992 conquistò la promozione in Serie B, secondo livello del campionato italiano femminile di calcio. Disputò il campionato di Serie B per tre stagioni consecutive, finché al termine della stagione 1994-1995 rinunciò alla categoria per iscriversi al campionato di Serie C regionale.
Nell'estate 2005 cambiò denominazione in Associazione Culturale Polivalente CuneoCervasca Femminile, per poi mutarla in Associazione Culturale Polivalente Cuneo San Rocco Femminile un paio di anni dopo. Nel 2009 avvenne il ritorno in Serie B e nella stagione seguente il ripescaggio in Serie A2, secondo livello nazionale.
Dal gennaio 2012 vi fu un cambio al vertice societario e la presidenza venne assunta da Eva Callipo dal gennaio 2012. Nell'estate 2013 ci fu il cambio di denominazione in Associazione Sportiva Dilettantistica Cuneo Calcio Femminile e la presidentessa Callipo trovò un accordo con la coppia di allenatori Roberto Minoliti e Claudio Librandi provenienti dalla Molassana Boero. La stagione 2013-2014 fu per il Cuneo un campionato di vertice, combattuto fino al termine del girone A con il Luserna al quale venne strappata la prima posizione il 4 maggio 2014, alla tredicesima ed ultima giornata di ritorno, nella partita casalinga vinta dalle biancorosse per 1 a 0. Con questo risultato riesce a vincere il campionato con 58 punti con 17 vittorie, 7 pareggi e 2 sconfitte su 26 partite, conquistando così il diritto di partecipare al campionato di Serie A 2014-2015, prima volta nella massima serie nazionale.
Durante l'estate 2014 la società risultò molto attiva nel calcio mercato. Il sodalizio con Minoliti e Librandi venne sciolto e la squadra venne affidata a Gianluca Petruzzelli. Inoltre, vennero firmati accordi con l'AGSM Verona per ottenere in prestito Veronica Belfanti (difensore), e con le giocatrici Arianna Ozimo (portiere), Michela Franco, Michela Greco e Giorgia Tudisco (centrocampiste), e Simona Sodini (attaccante), atlete di esperienza alcune con trascorsi nelle varie nazionali azzurre, sia giovanili che quella maggiore. Nel corso della stagione Greco decise di ritirarsi dal calcio giocato e la società integrò la rosa con la spagnola pari ruolo Rosa Maria Herreros Osorio, meglio conosciuta come Rosita. La stagione si rivelò ostica per la squadra, riuscendo solo occasionalmente ad uscire dalla parte bassa della classifica al cui termine, anche per la formula delle sei retrocessioni, con 24 punti si classifica alla 10ª posizione dovendo lasciare la massima serie per il campionato entrante.
Iscritta alla Serie B per la stagione 2015-2016, disputò il girone C riuscendo, anche grazie alla maggior caratura tecnica dell'organico, a conquistare posizioni di vertice già nella prima parte del campionato, confermando il risultato a fine stagione sopravanzando di un punto il Castelfranco secondo classificato e riconquistando la promozione in Serie A dopo un solo anno di cadetteria.
Il 1º luglio 2017 la società ha ceduto il titolo sportivo e il diritto di partecipazione al campionato di Serie A alla neonata Juventus, pertanto tutte le calciatrici sono state svincolate il successivo 2 agosto.

## Palmarès
- Campionato italiano di Serie B: 3

2009-2010 (terzo livello)
2013-2014, 2015-2016 (secondo livello)